# Kandilli
Kandilli è una mahalle sulle rive del Bosforo, nella parte più settentrionale del distretto di Scutari, nella provincia di Istanbul. Si trova tra Anadoluhisarı e Vaniköy. L'interno di Kandilli ha l'aspetto di un vecchio quartiere di Istanbul con i suoi edifici in legno restaurati, ma il quartiere ha anche case in pietra come Villa Glavany. 

## Monumenti e luoghi d'interesse

### Edifici religiosi
Gli edifici religiosi includono la Moschea di Kandilli, situata lungo il Bosforo, e una chiesa greca e una armena, entrambe sul pendio.

### Edifici civili
Dal 1860, sulla collina di Kandilli, sorge il palazzo di Adile Sultan, affacciato sul mare: Questo palazzo fu costruito da Abdülaziz per sua sorella Adile Sultan. Questo magnifico edificio, incendiato nel 1986 quando era il dormitorio del liceo femminile di Kandilli, è stato restaurato nel 2005 e trasformato nel Centro culturale e congressuale Sakıp Sabancı.
Alcuni dei palazzi di Kandilli situati lungo la costa sono gli Yalı di Kıbrıslı Mehmet Pascià, di İsmail Pascià, di Abud, del Conte Ostrorog, di Hadi Semi e di Edib Efendi.
L'Osservatorio di Kandilli e Istituto di ricerca sui terremoti, dipendente dall'Università Boğaziçi, si trova a Kandilli. All'interno del campus si trova anche il Museo dei terremoti di Kandilli. In questo lato del quartiere si trova anche il Centro di artigianato tradizionale di Kandilli, ospitato in un imponente edificio in stile ottomano.

## Capo Kandilli
Capo Kandilli (in turco Kandilli Burnu) è la sporgenza della terraferma nel Bosforo nel quartiere Kandilli di Scutari. Nell'entroterra del capo si trovano il Liceo femminile di Kandilli e il Palazzo di Adile Sultan, mentre sulla costa si trovano la storica Moschea di Kandilli e il molo di Kandilli dei traghetti di linea.
Esiste un parallelismo approssimativo tra le due sponde del Bosforo, e Capo Kandilli si trova di fronte alla Baia di Bebek. Tra questi due punti si trova il punto più profondo del Bosforo, a 110 metri.